# جون سو نی
جون سو نی (کره‌ای: 전소니؛ زادهٔ ۲۰ مارس ۱۹۹۱) بازیگر اهل کره جنوبی زیر نظر منیجمنت سوپ است. او در مجموعه‌های تلویزیونی وقتی عشق من شکوفا می‌شود (۲۰۲۰) و شکوفایی جوانی ما (۲۰۲۳) ایفای نقش کرده‌است.

## اوایل زندگی
مادر جون سو نی، کو جه سوک است که قبلاً عضو گروه کی-پاپ دونفرهٔ بانی گرل در دههٔ ۱۹۷۰ بوده‌است. جون سو نی از مؤسسه هنر سئول فارغ‌التحصیل شده‌است.

## فیلم‌شناسی

### فیلم
| سال  | عنوان                  | نقش         | توضیحات    | منابع |
| ---- | ---------------------- | ----------- | ---------- | ----- |
| ۲۰۱۴ | تصویر                  |             | فیلم کوتاه | [ ۳ ] |
| ۲۰۱۵ | افسر پلیس بی‌همتا       | زن کلیسایی  |            |       |
| ۲۰۱۶ | قانون جرایم نوجوانان   | کارمند بانک | فیلم کوتاه |       |
| ۲۰۱۶ | بنویس یا برقص          | سونی        |            | [ ۴ ] |
| ۲۰۱۷ | اسپیس اکس گرل          |             | فیلم کوتاه |       |
| ۲۰۱۷ | یک الگوریتم            | یون جونگ    |            |       |
| ۲۰۱۸ | پس از مرگ              | کیونگ مین   |            |       |
| ۲۰۱۹ | جو پیل هو: خشم سپیده‌دم | جانگ می نا  |            | [ ۵ ] |
| ۲۰۱۹ | پیاده‌روی روح           | یو هیو یون  |            |       |
| ۲۰۲۳ | سول میت                | ها اون      |            |       |

### مجموعه تلویزیونی
| سال     | عنوان                   | نقش             | منابع |
| ------- | ----------------------- | --------------- | ----- |
| ۲۰۱۶    | دوکس یوزا               |                 |       |
| ۲۰۱۶    | ۷۲ ثانیه: فصل ۳         |                 |       |
| ۲۰۱۶    | سرویس پیک وحشت          |                 |       |
| ۲۰۱۸–۱۹ | رویارویی                | جو هه این       | [ ۶ ] |
| ۲۰۲۰    | وقتی عشق من شکوفا می‌شود | جوانی یون جی سو | [ ۷ ] |
| ۲۰۲۱    | نوشتن سرنوشت            | گو چه کیونگ     | [ ۸ ] |
| ۲۰۲۳    | شکوفایی جوانی ما        | مین جه یی       | [ ۹ ] |

### حضور در موزیک ویدئو
| سال  | عنوان                             | آرتیست | منابع |
| ---- | --------------------------------- | ------ | ----- |
| ۲۰۱۶ | «어떻게 생각해» (چطور فکر می‌کنی؟) | چیز    |       |